# Anopsolobus
Anopsolobus es un género de arañas de la familia de las Orsolobidae. Fue descrito por primera vez en 1985 por Forster & Platnick. A partir de 2017, contiene sólo una especie, Anopsolobus subterraneus, encontrada en Nueva Zelanda.